# Hans Schönrock
Hans Schönrock (* 8. Juli 1902 in Hamburg; † 7. September 1982 in Boizenburg/Elbe) war ein deutscher Landwirt, Schriftsteller und Drehbuchautor.

## Leben
Zur Ausbildung oder einem Studium Hans Schönrocks gibt es derzeit keine Quellen, ebenso zu seinen beruflichen Tätigkeiten. Als Diplom-Landwirt und Eigentümer eines Hauses erschien er Ende der 1930er Jahre im Adressbuch von Güstrow. Auch in Kürschners Literatur-Kalender wurde er bis Anfang der 1970er Jahre mit diesem Beruf und in Güstrow lebend geführt, danach in Boizenburg/Elbe. Bereits in den 1930er Jahren erschienen Gedichte Schönrocks in den Mecklenburgischen Monatsheften. Später schrieb er Erzählungen für Jugendliche, die im Petermänken-Verlag in Schwerin erschienen, zudem war er Verfasser von Romanen, Fernsehspielen, Puppenspielen und Gedichten. 1954 erhielt er den Kinder- und Jugendbuchpreis des Ministeriums für Kultur der DDR für die Erzählung Walter Winter. Im folgenden Jahr erhielt er den Buchpreis des Ministeriums für den Roman Peter Fust, der Bildschnitzer. 1958 wurde ihm der Fritz-Reuter-Kunstpreis des Rates des Bezirkes Schwerin verliehen. Seit 1959 war er Mitglied im Deutschen Schriftstellerverband, Berlin. Sein bekanntestes Werk war die 1955 veröffentlichte Erzählung Mein Freund Chinino, die bis 1964 in elf Auflagen erschien.
Das DEFA-Studio für Spielfilme drehte 1964 nach einem Drehbuch von Manfred Richter unter der Regie von Walter Beck den Schwarz-Weiß-Film Als Martin vierzehn war, der auf Schönrocks Erzählung Martin und die Männer basiert. Schönrock lieferte dafür die Vorlage des Szenariums.

## Publikationen (Auswahl)
Erzählungen / Romane
- Peter Fust, der Bildschnitzer. Petermänken-Verlag, Schwerin 1962, Illustrationen von Herbert Bartholomäus, Reproduktion der Apostelfiguren nach Lichtbildern von Berthold Kegebein
- Martin und die Männer. Petermänken-Verlag, Schwerin 1961, Illustrationen von Gerhard Goßmann
- I. M. Lange und Joachim Schreck (Hrsg.): Des Sieges Gewissheit : ein Volksbuch vom Aufbau der Deutschen Demokratischen Republik. Aufbau Verlag, Berlin 1959 (Mitverfasser der Anthologie)
- Mein Freund Chinino. Petermänken-Verlag, Schwerin 1955, 11. Auflage (1966), Illustrationen von Horst Schönfelder

Fernsehspiel / Puppenspiel
- Saatzeit. Fernsehspiel, Fernsehen der DDR, 1961[9]
- Zahnarzt Dr. Kasper. Handpuppenspiel, 1946[2]